# نعناعينة دغلية
النعناعينة الدغلية (الاسم العلمي: Hyptidinae) هي عمارة من النباتات تتبع فصيلة الشفوية من رتبة الشفويات.

## أجناس
- النعناع الدغلي (الاسم العلمي:Hyptis)
- (الاسم العلمي:Hypenia)
- (الاسم العلمي:Hyptidendron)
- (الاسم العلمي:Eriope)